# تیری مویوما
تیری مویوما (انگلیسی: Thierry Mouyouma؛ زادهٔ ۲۷ سپتامبر ۱۹۷۵) بازیکن فوتبال اهل گابن بود.
از باشگاه‌هایی که در آن بازی کرده است می‌توان به باشگاه فوتبال لیتشوئس، باشگاه فوتبال ستاره ساحلی، باشگاه فوتبال آژاکس کیپ‌تاون، و باشگاه فوتبال فلگوئیراس اشاره کرد.
وی همچنین در تیم ملی فوتبال گابن بازی کرده است.